# Charaxes relatus
Charaxes relatus är en fjärilsart som beskrevs av Butler 1880. Charaxes relatus ingår i släktet Charaxes och familjen praktfjärilar. Inga underarter finns listade i Catalogue of Life.